# Tabanus autumnalis
Tabanus autumnalis es una especie de díptero de la familia  de los tabánidos. Se distribuye en Europa y Asia.

## Descripción
El tamaño de las alas es de 13 a 16 mm y la longitud del cuerpo es de alrededor de 16 a 22 mm. Es una especie de tábano de tamaño medio. Es un tanto escaso en comparación con Tabanus bromio y Tabanus bovinus. Es una especie muy distintiva que posee marcas con forma de triángulo en su cuerpo.

## Costumbres
Habita en pastizales húmedos y zonas pantanosas, especialmente cuando está presente el ganado. Las larvas se entierran en zanjas de barro y en aguas de movimiento lento.